# Carlotta Ferrari
Carlotta Ferrari (Lodi, 27 de enero de 1830-Bolonia, 22 de noviembre de 1907) fue una compositora y poeta italiana.

## Formación
Ferrari estudió piano y canto con Giuseppe Strepponi y Angelo Panzini, continuó su formación con los profesores Nava y Antonio Angeleri y fue discípula de composición con Alberto Mazzucato en el Conservatorio de Milán. Se graduó en 1850.

## Obra musical
En 1854 y 1856, respectivamente, ya había publicado con la editorial Ricordi una Salve Regina y una serie de seis melodías para voz y piano. Después, no solo compuso obras de más envergadura, sino que también consiguió representarlas varias veces, cosa que implicaba dificultad en el caso de una mujer en el mundo musical del siglo XIX y todavía más en el caso de la puesta en escena de una ópera.
Adquirió gran reputación por sus óperas Ugo (1857), Sofia (1866) y Eleonora de Arorea (1871); además, compuso una Missa solemne, una cantata y un Réquiem que le encargó el gobierno de Turín para el cumpleaños de la muerte del rey Carlos Alberto, algunos himnos y composiciones de cámara para voz y piano.
En 1875 se trasladó a Bolonia, donde se dedicó a la enseñanza privada de música.
Se conserva una Memoria documentata sulle mie opero musicali (dentro del volumen Verse e prose, III, Bologna 1879).
En 1894 comienzan a publicarse algunas de sus obras en la revista italiana Natura ed Arte.

## Obra poética
Publicó sus primeras composiciones en la Gazzetta di Lodi. Después aparecieron en otras muchas revistas, como La Donna, Rivista Contemporanea, L'Istitutore, Letture familia, o Aurora. Su poema en diez cantos Dante Alighieri, de 1867, le valió en 1889 la presidencia en Florencia del comité de mujeres por el sexto centenario de la muerte de Beatrice Portinari.
Como poeta se le debe:
- Le prime poesie, Lodi (1853)
- Nuove liriche, Lodi (1857)
- Dante Aligheri, poema (1867)
- Verse e prosi, Bolonia (1878)
- Rime sculte, Bolonia (1891)